# Roda de Fizeau

Esquema da experiência realizada

Em 1849, o físico francês Armand-Hyppolyte-Louis Fizeau (1819-1896) determinou a velocidade da luz no ar realizando o experimento conhecido como Roda de Fizeau ou Experimento da Roda Dentada. A experiência consistia em colocar uma roda dentada no topo de uma montanha, havendo um espelho por trás e um outro espelho a uma distância d. Então, mediu-se o tempo para a luz partir de um ponto, chegar ao espelho e ser refletido de volta para o ponto inicial. Para medir o tempo com a maior precisão possível, Fizeau usou uma roda dentada que transformava feixes contínuos de luz em pulsos luminosos. 
Em seu experimento, Fizeau utilizou uma distância de 8.633m e  uma roda com 720 dentes, que girava numa frequência de 12,6Hz. Após o experimento, ele encontrou uma velocidade de 315.000 Km/s.  